# Corchorus trilocularis
Corchorus trilocularis är en malvaväxtart som beskrevs av Carl von Linné. Corchorus trilocularis ingår i släktet Corchorus och familjen malvaväxter. Inga underarter finns listade i Catalogue of Life.

## Bildgalleri

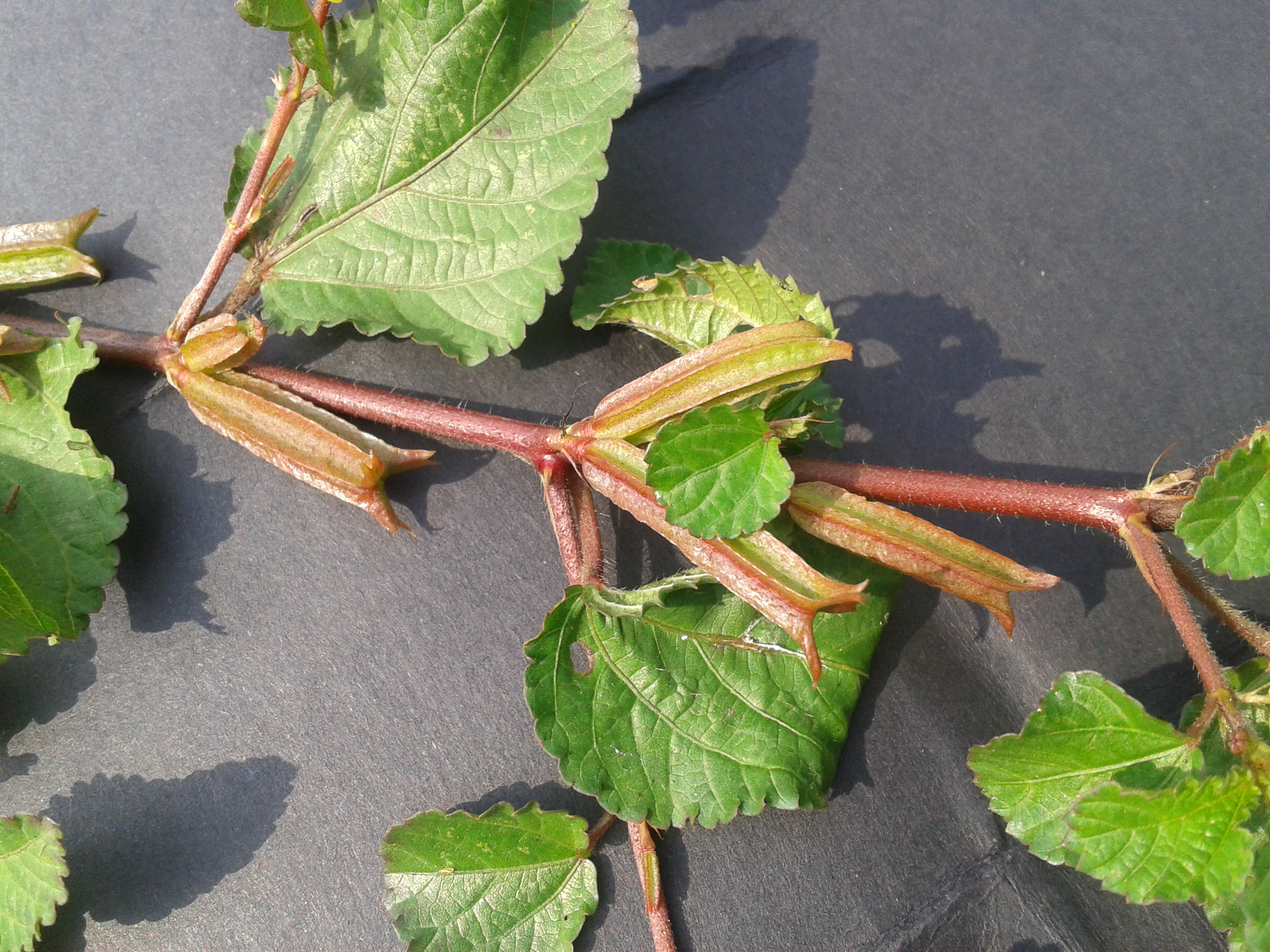
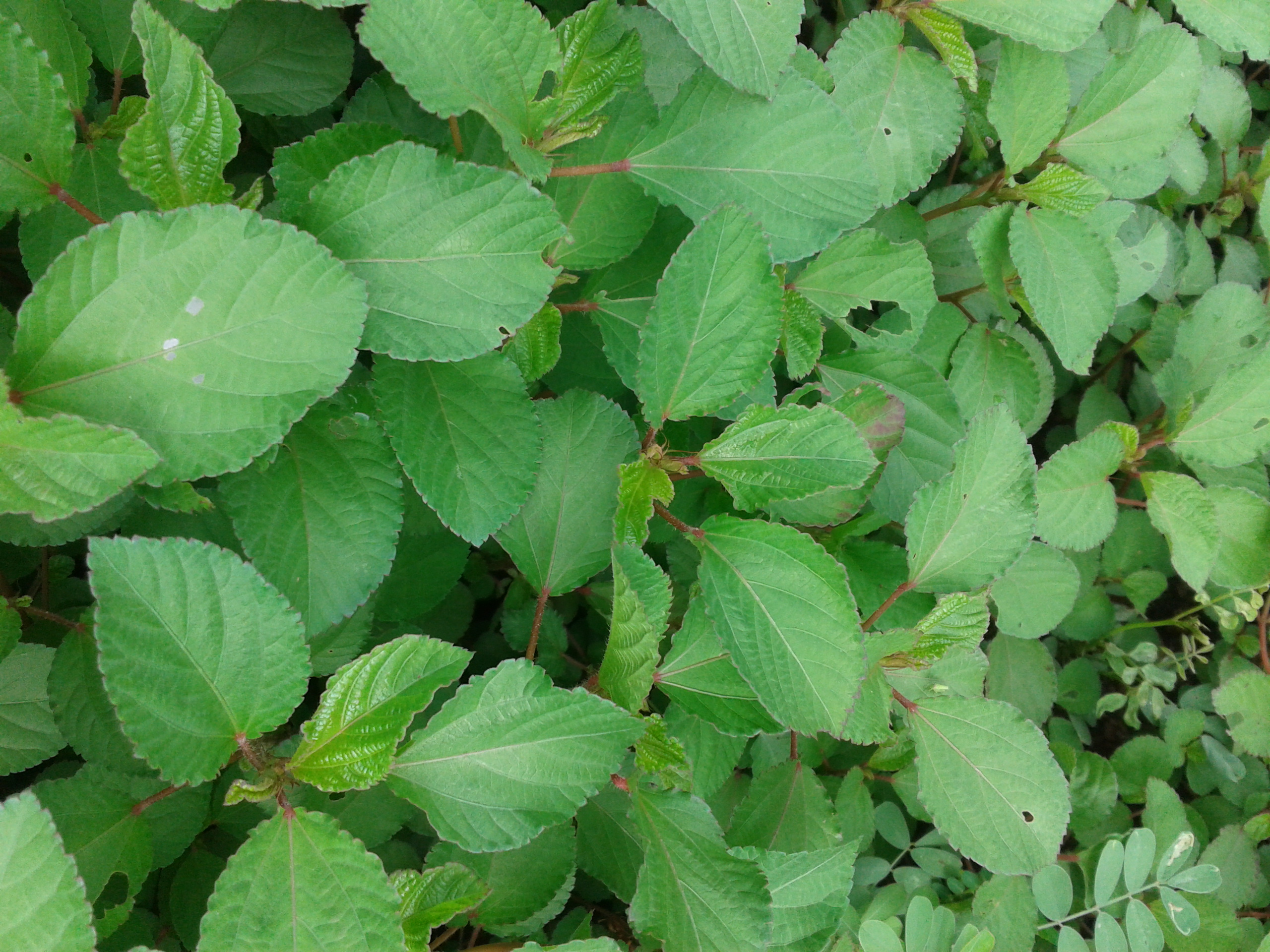
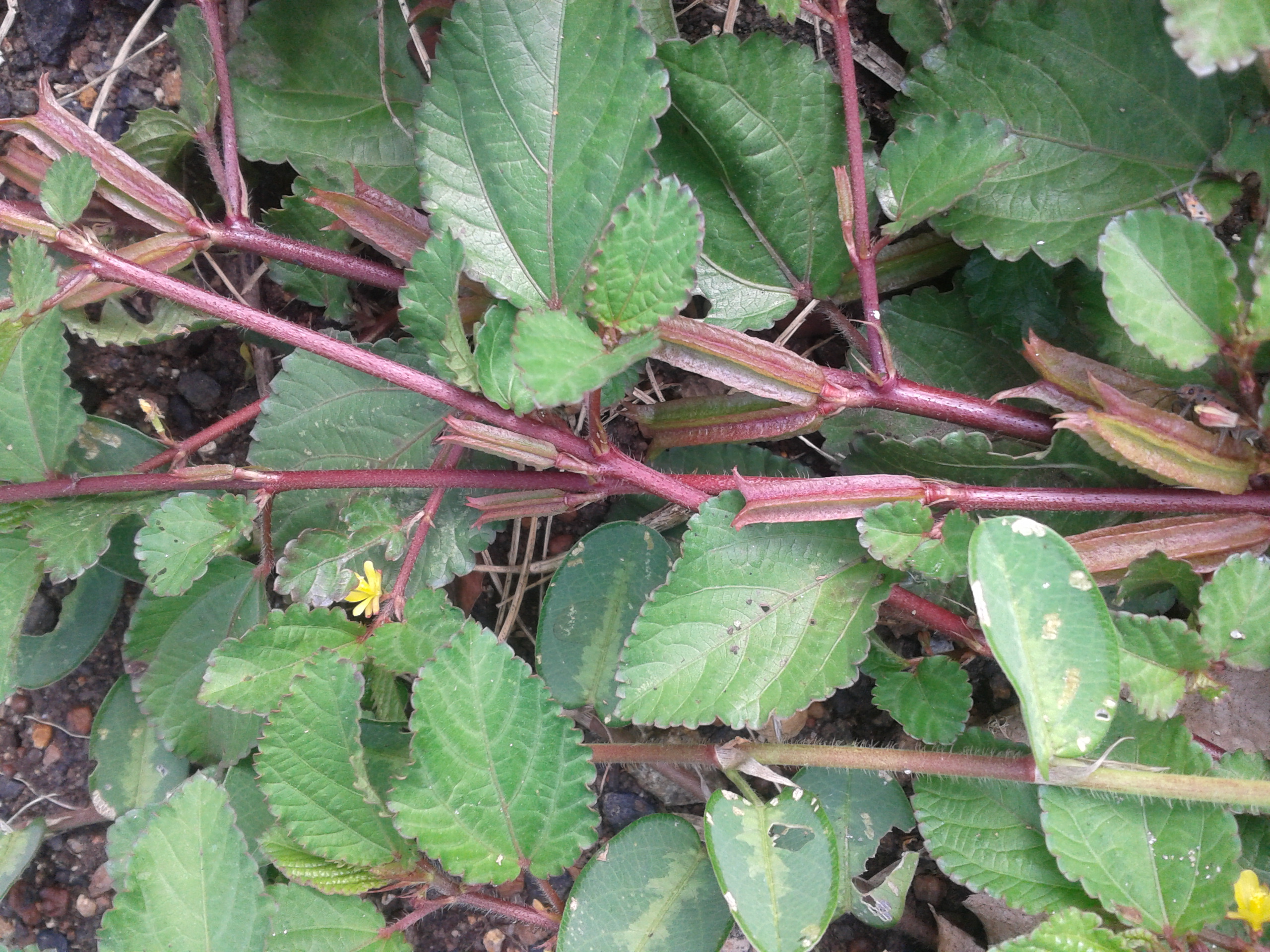
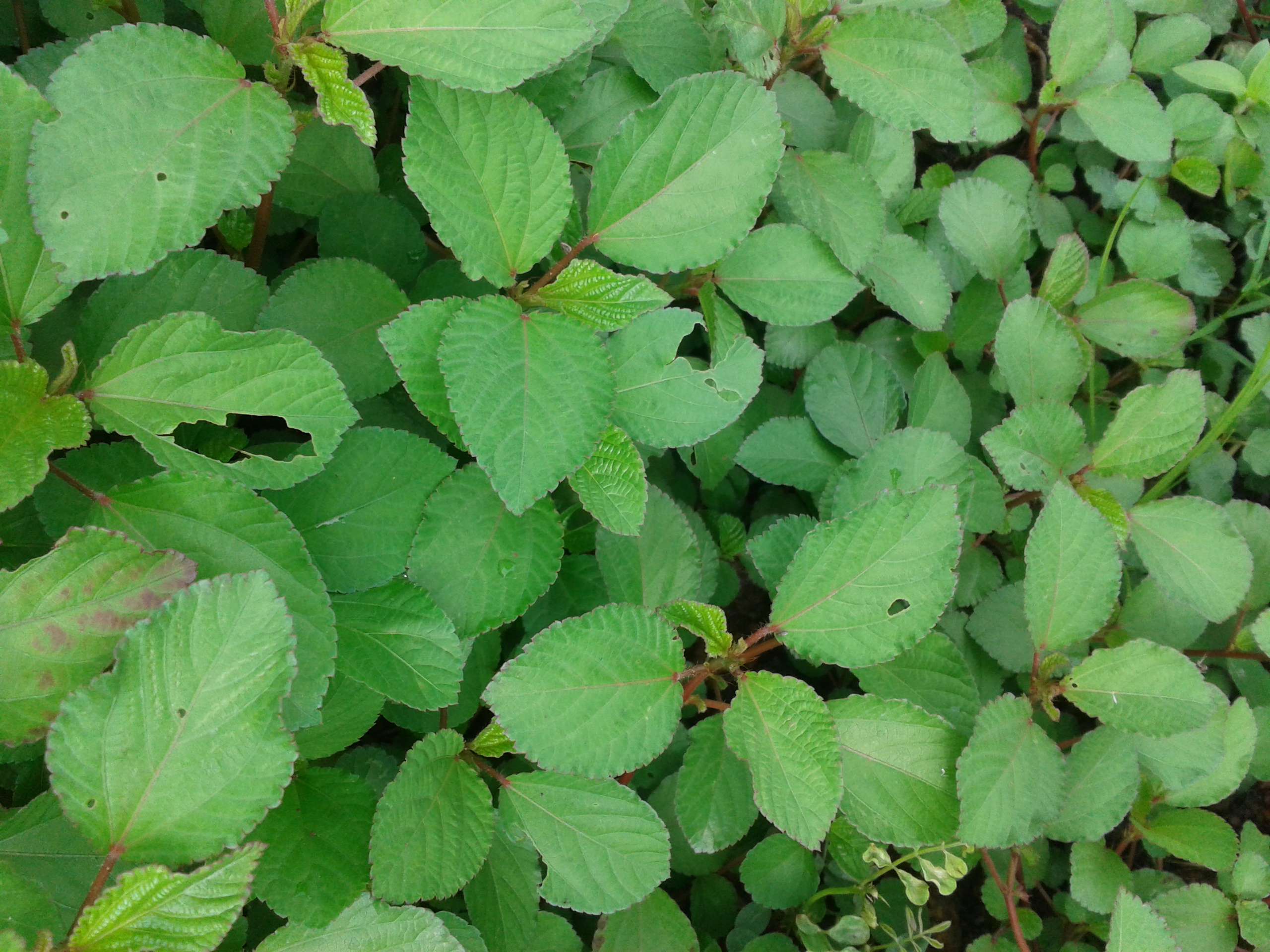
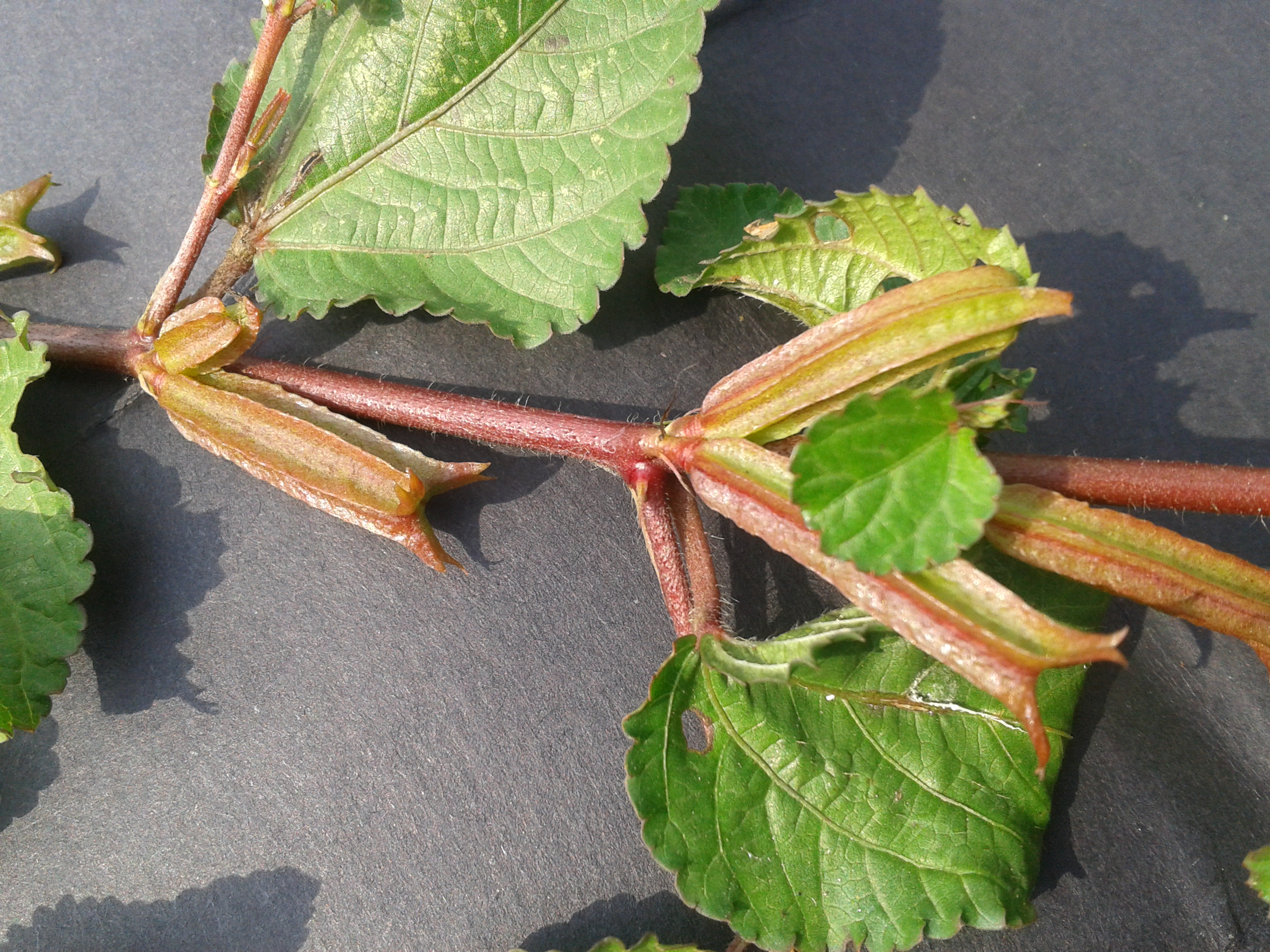
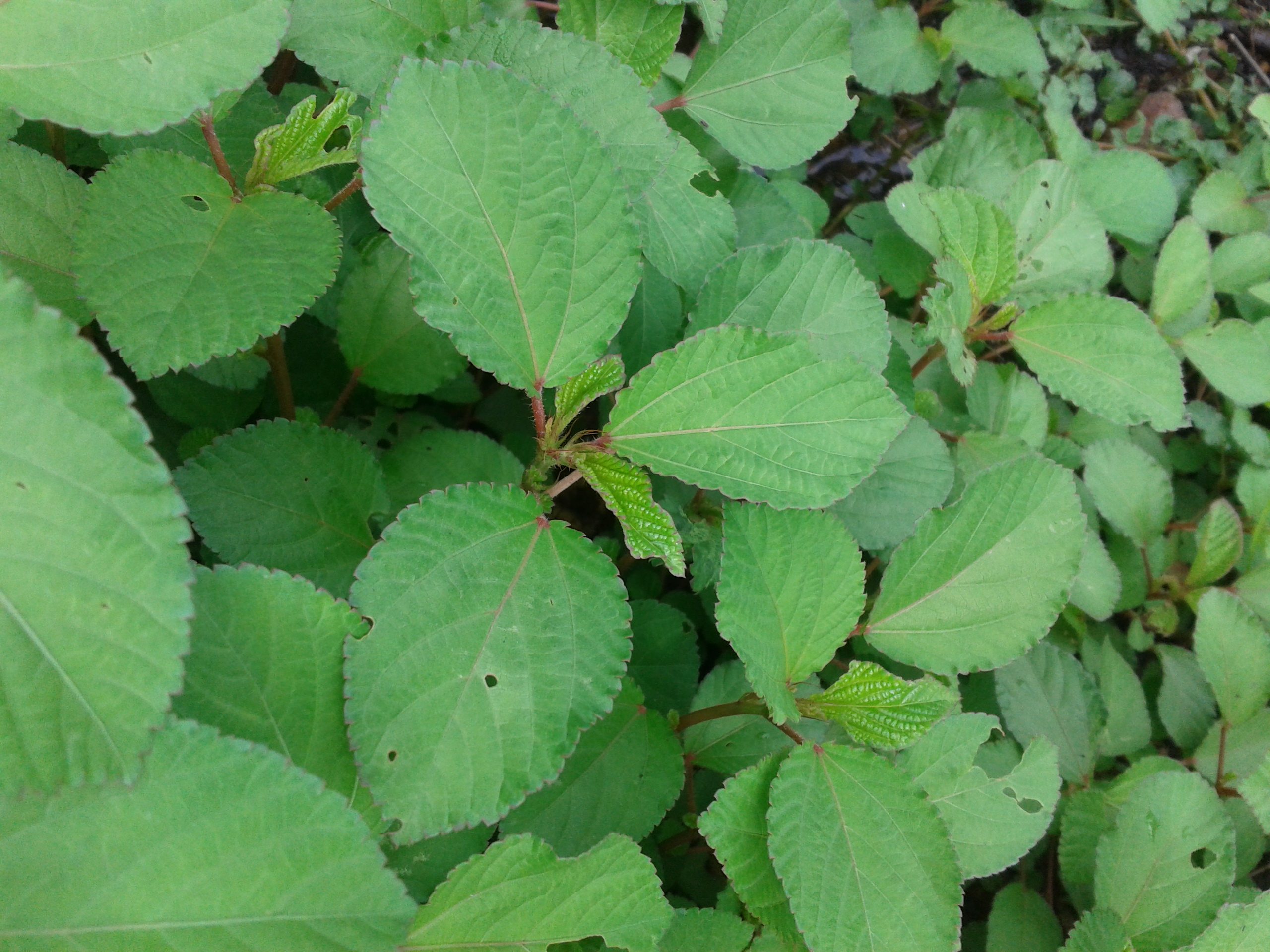